# Clondalkin
Clondalkin (irisch Cluain Dolcáin; dt.: „Dolcáns Wiese“) ist eine große Vorstadt im Westen der irischen Hauptstadt Dublin  und die neuntgrößte Stadt (2011) der Republik Irland. Sie liegt im County South Dublin.

## Bevölkerung
Für Clondalkin sind bei der Volkszählung 2022 die Ergebnisse für die sieben Electoral Divisions (ED): Ballymount, Cappaghmore, Dunawley, Monastery, Moorfield, Rowlagh und Village jeweils einzeln ausgewiesen. Insgesamt hatte Clondalkin 47.938 Einwohner.

## Der Ort
Erste Siedlungsspuren in der Gegend von Clondalkin datieren etwa 7600 Jahre zurück. Der heutige Ort Clondalkin geht auf die Gründung eines frühchristlichen Mönchsklosters durch vermutlich St. Cronán, auch bekannt als St. Mochua, um das Jahr 600 zurück. Das Kloster wird 776 erstmals erwähnt und 832 von Wikingern geplündert. 1076 war das Kloster wahrscheinlich bereits aufgegeben.
Das dominante Bauwerk des am River Camac (einem Zufluss der Liffey) liegenden Ortes im historischen County Dublin ist der über 27 m hohe Rundturm, dessen Errichtung in das 10. bis 11. Jahrhundert datiert wird. Ungeachtet seines Alters gilt der Kalksteinturm als einer der besterhaltenen in Irland. Der Turm ist sehr eng, der Durchmesser an der breitesten Stelle beträgt nur 4,04 Meter. Eine ungewöhnliche Eigenschaft dieser Turms ist der ausgeprägt Strebepfeiler an der Basis des Turms. Die Tatsache, dass der Sturz flach ist ein Merkmal der früheren Rundtürme. Der Sockel und die steinerne Außentreppe (ein Unikat) sind wahrscheinlich original. Auf dem Friedhof der abgetragenen Kirche stehen zwei Granitkreuze, eines davon ist ein Ringkreuz. In Kilmahuddrick bei Clondalkin ist außerdem ein Ring Barrow erhalten.
Heute ist das administrativ im County South Dublin gelegene Clondalkin eine typische Satellitenstadt Dublins mit einer Einwohnerzahl von 46.813 Personen bei der Volkszählung 2016. Es liegt etwa 10 km westlich des Stadtzentrums von Dublin und grenzt im Süden an Tallaght und im Norden an Blanchardstown. Lucan liegt etwa 3 km nordwestlich von Clondalkin nahe der Grenze zum County Kildare. Während südlich von Clondalkin die Nationalstraße N7 verläuft, führt die Trasse des M50-Motorways mitten durch den Ort.

## Persönlichkeiten
- Dermot Ryan (1924–1985), Erzbischof von Dublin
- Mary Kennedy (* 1956), Fernsehmoderatorin
- Graham Norton (* 1963), Schauspieler, Comedian und Fernsehmoderator
- Gino Kenny (* 1972), Politiker
- Kenneth Egan (* 1982), Boxer, wuchs in Clondalkin auf
- Aidan Turner (* 1983), Schauspieler (bekannt durch „Der Hobbit“)